# Кулаков Віктор Іванович
Кулаков Віктор Іванович (*10 квітня 1910, Москва — †19 березня 1982, Москва) — радянський російський актор. Заслужений артист РРФСР (1944).

## З життєпису
Народився 10 квітня 1910 р. Закінчив кіношколу Б. В. Чайковського (1929) у Москві.
Знімався в українських фільмах: «Інтриган» (1935, Семен), «Тінь біля пірсу» (1956, Семен), «Під золотим орлом» (1957, Белін), «Нові пригоди Кота у чоботях» (1957).

## Фільмографія
- 1931: Суд повинен тривати
- 1935: Інтриган / Интриган — Семен
- 1936: Тринадцять / Тринадцать — Микола Баландін
- 1938: Комсомольськ / Комсомольск — диверсант
- 1938: Висока нагорода / Высокая награда — Анатолій Миколайович Свентицький, студент консерваторії
- 1939: Ленін в 1918 році / Ленин в 1918 году — Микола Бухарін
- 1942: Секретар райкому / Секретарь райкома — Орлов, шпигун, німецький лейтенант Герман Альбрехт
- 1942: Вбивці виходять на дорогу / Убийцы выходят на дорогу — солдат
- 1943: В ім'я Батьківщини / Во имя Родины — Семенов, він же Курт Мюллер, провокатор і зрадник
- 1943: Фронт / Фронт — епізод
- 1945: Золота стежка / ოქროს ბილიკი — Никодимов
- 1945: П'ятнадцятирічний капітан / Пятнадцатилетний капитан — Гарріс
- 1948: Молода гвардія / Молодая гвардия — Стеценко
- 1949: Зустріч на Ельбі / Встреча на Эльбе — Ернст Шметау
- 1949: Зірка / Звезда — начальник дивізійної розвідки
- 1950: Сміливі люди / Смелые люди — п'яний німецький офіцер
- 1953: Адмірал Ушаков / Адмирал Ушаков — Коровін, ад'ютант Войновича
- 1954: Повість про лісового велетня / Повесть о лесном великане — Назарко
- 1955: Тінь біля пірсу / Тень у пирса — резидент «Семен»
- 1956: Миколка-паровоз / Миколка-паровоз — машиніст
- 1956: Урок історії / Урок истории — Карване, депутат рейхстагу
- 1957: Під золотим орлом / Под золотым орлом — Бєлін, колишній корнет лейб-гвардії гусарського полку
- 1958: Нові пригоди Кота в чоботях / Новые похождения Кота в сапога — епізод
- 1960: Воскресіння / Воскресение — член суду
- 1960: Північна повість / Северная повесть — ад'ютант Мерк
- 1964: Страчені на світанку … / Казнены на рассвете… — Шпік
- 1965: Чорний бізнес / Чёрный бизнес — Бахов
- 1967: Кам'яний гість / Каменный гость
- 1967: Врятуйте потопаючого / Спасите утопающего — сусід
- 1974: Зірка екрану / Звезда экрана — Віктор, фронтовик